# 喬艾爾瑪·維埃加斯
喬艾爾瑪·維埃加斯（1986年10月15日—）是一名安哥拉手球運動員，曾代表國家參加2012年倫敦奧運的女子手球比賽，並未獲得獎牌。